# Темнова, Екатерина Алексеевна
Екатери́на Алексеевна Темнова (род. 17 августа 2010 года, Москва) — российская актриса, наиболее известная по роли Манюни Шац в телесериале «Манюня».

## Биография
Родилась 17 августа 2010 года в Москве. У Екатерины есть младший брат Роберт. С раннего возраста проявляла интерес к актёрскому мастерству, участвуя в школьных постановках и проявляя интерес к творчеству. Родители поддержали её увлечение.
В 2018 году Темнова поступила в киношколу «ДетиКино» Михаила Сафронова, а спустя два года начала брать уроки актёрского мастерства у Жанны Пугачевой.
В возрасте 9 лет она впервые попала на кастинг.
В настоящее время актриса учится на домашнем обучении в связи с её появлением на большом экране в кино.

## Карьера
Актёрская карьера Темновой началась в 2020 году, когда она впервые снялась в сериале «Волк» в роли девочки с разбитыми коленками, а также в роли в фильме «Огонь», где рассказывается о работе пожарных и спасателей. Хотя её роль в этом проекте была незначительной и её имя не указано в основном составе, этот дебют стал важным шагом для её карьеры. Её участие в фильме позволило ей получить первый опыт работы на съёмочной площадке и привлекло внимание режиссёров.
В 2021 году получила главную роль Манюни в телесериале «Манюня». Премьера сериала состоялась 14 декабря 2021 года.
После успеха Екатерина продолжила развивать свою карьеру, участвуя в продолжениях сериала. В 2023 году вышел фильм «Манюня: Новогодние приключения», где она вновь исполнила роль Манюни. В 2024 году последовали продолжения «Манюня: Приключения в Москве» и «Манюня: Приключения в деревне» где исполнила ту же роль.
В 2023 году Екатерина также снялась в мистическом триллере «Детектор». После чего актрису позвали играть в мини-сериале Бумеранг.
В 2025 году повторила роль Манюни, в фильме «Манюня: День рождения Ба» став заключительной частью из франшизы Манюни, также ожидаются проекты с её участием такие как. «Снеговик» «Письмо Деду Морозу», «Три друга, клад и матрос Кошка», и сериал «Красное озеро».

## Влияние в обществе
Несмотря на то, что актриса не выражает политических взглядов и не комментировала вторжение России на Украину, 23 марта 2025 года актриса была внесена в базу данных украинского сайта «Миротворец» за посещение Крыма и участие на мероприятии, проходившем в «Артеке». Актриса снималась в выпуске Разговоры о важном, посвященном 100-летию лагеря «Артек» и аннексии Крыма Россией. Администрация «Миротворца» обвинила актрису в «поддержке российской агрессии и убийств граждан Украины» в «покушении на суверенитет Украины» в «сознательном нарушением государственной границы Украины» в «участие в антиукраинских пропагандистских мероприятиях России» и «территориальную целостность Украины».

## Фильмография
- Волк (2020) — девочка с разбитыми коленками
- Огонь (2020) — Вика
- Манюня (2021—2024) — Манюня
- Манюня: Новогодние приключения (2023) — Манюня
- Детектор (2023) — Даша
- Бумеранг (2023) — Нина
- Манюня: Приключения в Москве (2024) — Манюня
- Манюня: Приключения в деревне (2024) — Манюня
- Манюня: День рождения Ба (2025) — Манюня
- Три друга, клад и матрос Кошка — Алиса
- Красное озеро (2025) — Ася
- Снеговик (2025) - Варя
- Письмо Деду Морозу (2025) — Алиса